# Templul Pagodei Albe
Informații suplimentare: Monumente din Pekin
39°55′26″N 116°21′25″E / 39.92389°N 116.35694°E

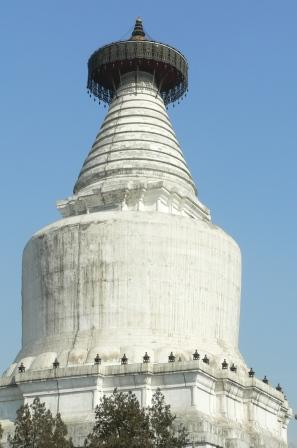

Templul Pagodei Albe (chineză: 白塔寺, Báitǎ Sì, auch 妙应寺, Miàoyīng Sì din timpul dinasiei Liao în Beijing, China. In acel timp au fost clădite cinci pagode (Stupa), patru din ele în direcția celor patru puncte cardinale și una în centrul orașulu. Toate cinci au fost distruse, în anul 1271 aduce Kublai Khan din dinastia Yuan un meșter din Nepal să reconstruiască o pagodă Stupa care va fi terminată în anul 1279. Templul fiind din nou distrus în 1368 dar va fi reclădit în anul 1457 în timpul diastiei Ming. In anul 1961 va fi declarat monument național chinez.